# Daniela Sruoga
 Daniela Sruoga (Buenos Aires, 21 september 1987) is een Argentijns hockeyster. Ze nam eenmaal deel aan de Olympische Zomerspelen en won hierop een zilveren medaille. Daniela is de oudere zus van Josefina Sruoga.
In 2012, op de Olympische Spelen in Londen, was Nederland te sterk in de strijd om de olympische titel. Argentinië slaagde er wel in om de finale te bereiken, maar daarin werd er met 2-0 verloren van Nederland. 
Ze won de wereldtitel met de Argentijnse nationale ploeg in 2010 in Rosario. Daarnaast won ze drie keer de Champions Trophy, in 2009, 2010 en 2012.

## Erelijst
- 2009 –  Champions Trophy te Sydney (Australië)
- 2010 –  Champions Trophy te Nottingham (Engeland)
- 2010 –  WK hockey te Rosario (Argentinië)
- 2011 –  Champions Trophy te Amstelveen (Nederland)
- 2011 –  Pan-Amerikaanse Spelen te Guadalajara (Mexico)
- 2012 –  Champions Trophy te Rosario (Argentinië)
- 2012 –  Olympische Spelen te Londen (Engeland)
- 2014 –  WK hockey te Den Haag (Nederland)